# Жељко Каран
Жељко Каран (Бугојно, ФНРЈ, 15. март 1961) српски је специјалиста судске медицине, универзитетски професор и доктор медицинских наука. Садашњи је директор Завода за судску медицину Републике Српске.

## Биографија
Жељко Каран (син Павла и Савице дј. Спремо) рођен је 15. марта 1961. године у Бугојну. Основну школу и гимназију је завршио у родном мјесту, а Медицински факултет у Сарајеву (1984). Радни однос је започео 1985. године у Регионалном медицинском центру Фоча, а стручни испит је положио пред комисијом Републичког секретаријата за здравство у Сарајеву. Од 1988. ради на Институту за патологију и судску медицину Војномедицинске академије у Београду те Институту за судску медицину Медицинског факултета у Београду. Специјалистички испит из области судске медицине положио је 1992.
Од 1993. запослен је на Медицинском факултету у Бањој Луци на Катедри за судску медицину. На истом факултету је јула 2000. одбранио магистарски рад, а јануара 2007. године и докторску дисертацију. Током 2000. боравио је на стручном усавршавању у Сједињеним Америчким Државама у ДНК идентификационој лабораторији оружаних снага (енгл. AFIP-AFDIL). Рјешењем Министарства правде Републике Српске именован је за сталног судског вјештака из области судске медицине. Руководио је експертским тимом Државне комисије за нестала лица на пословима ексхумација и идентификација жртава рата. Ангажован је као предавач при Центру за едукацију судија и тужилаца Републике Српске из области форензике.
Жељко Каран је национални координатор за област судске медицине и предсједник Комисије за избор и именовање судских вјештака при Министарству правде Републике Српске. Директор је ЈЗУ Завода за судску медицину Републике Српске од његовог оснивања 2009. године. Члан је Друштва анатома Србије, Друштва антрополога Србије и Удружења за судску медицину Босне и Херцеговине.

## Радови
Проф. др Жељко Каран је коаутор десетина радова објављених на скуповима и у научним часописима међународног и националног значаја и универзитетских уџбеника, од којих су неки:
- Radojković M, Škaro-Milić A, Ušaj-Knežević S, Urošević N, Karan Ž, Krtolica K, Popović L. Irregularity of Colorectal Carcinoma Cells Nuclei as a Sign of Tumor Extension. European Journal of Pathology 1992; 43: 751-757.
- Šuščević D, Karan Ž. Osteometrical and radiogrametrical analysis of long bones of the human skeleton. Folia anatomica 1995; 23: 47-50.
- Филиповић Б, Видовић С, Обрадовић З, Каран Ж, Мушић Д, Шушчевић Д, Новаковић М. Анализа ДНК профила из костију неурокранијума. Гласник Антрополошког друштва Југославије 2006; (41):75-80.
- Шушчевић Д, Каран Ж. Робустицитет дугих костију доњег екстремитета човечијег скелета. Scripta medica 1995; 26: 1- 4.
- Шушчевић Д, Станковић Ј, Шајић Б, Бургић С, Стојановић З, Обрадовић З, Каран Ж, Спасојевић Г. Антропометријска анализа ухрањености становништва у руралним подручјима. Гласник антрополошког друштва Србије 2009; 44:441-446.
- Обрадовић З, Каран Ж, Шушчевић Д, Барош И, Рамић И, Драгић С. Прилог проучавању метода за брзу десно/лијеву оријентацију костију стопала. XLVI Конгрес антрополошког друштва Југославије, мај-јун 2007. Гласник антрополошког друштва Србије 2008; 43: 342-348.
- Каран Ж, Шушчевић Д. Остеолошка збирка медицинског факултета. Медицински факултет Бања Лука, 2002.